# Orimarga (Orimarga) tartarus
Orimarga (Orimarga) tartarus is een tweevleugelige uit de familie steltmuggen (Limoniidae). De soort komt voor in het Neotropisch gebied.